# 天地社
天地社（てんちしゃ）は、愛知県日進市赤池町にある神社。

## 祭神
- 国常立命
- 伊弉諾命
- 伊弉冊命
- 須佐之男命

## 歴史
創建年代は不詳だが、「明応七戊午年九月廿七日」と銘のある木札が伝わっており、これに従えば少なくとも明応7年（1498年）の時点で存在していたことになる。
明治5年（1873年）、近代社格制度において村社に列した。

## 末社
境内には以下の末社がある。
- 御鍬社
- 天王社
- 山之神社
- 浅間社

## 文化財

### 日進市指定文化財
- 天地社旧本殿

一間社流造。元禄2年（1689年）に再建されたことが棟札から判明しており、市内最古の建造物とみられている。新本殿の造営に伴い境内南東へ移設し、平成元年（1989年）に社殿保護の覆屋が設置された。

### 画像

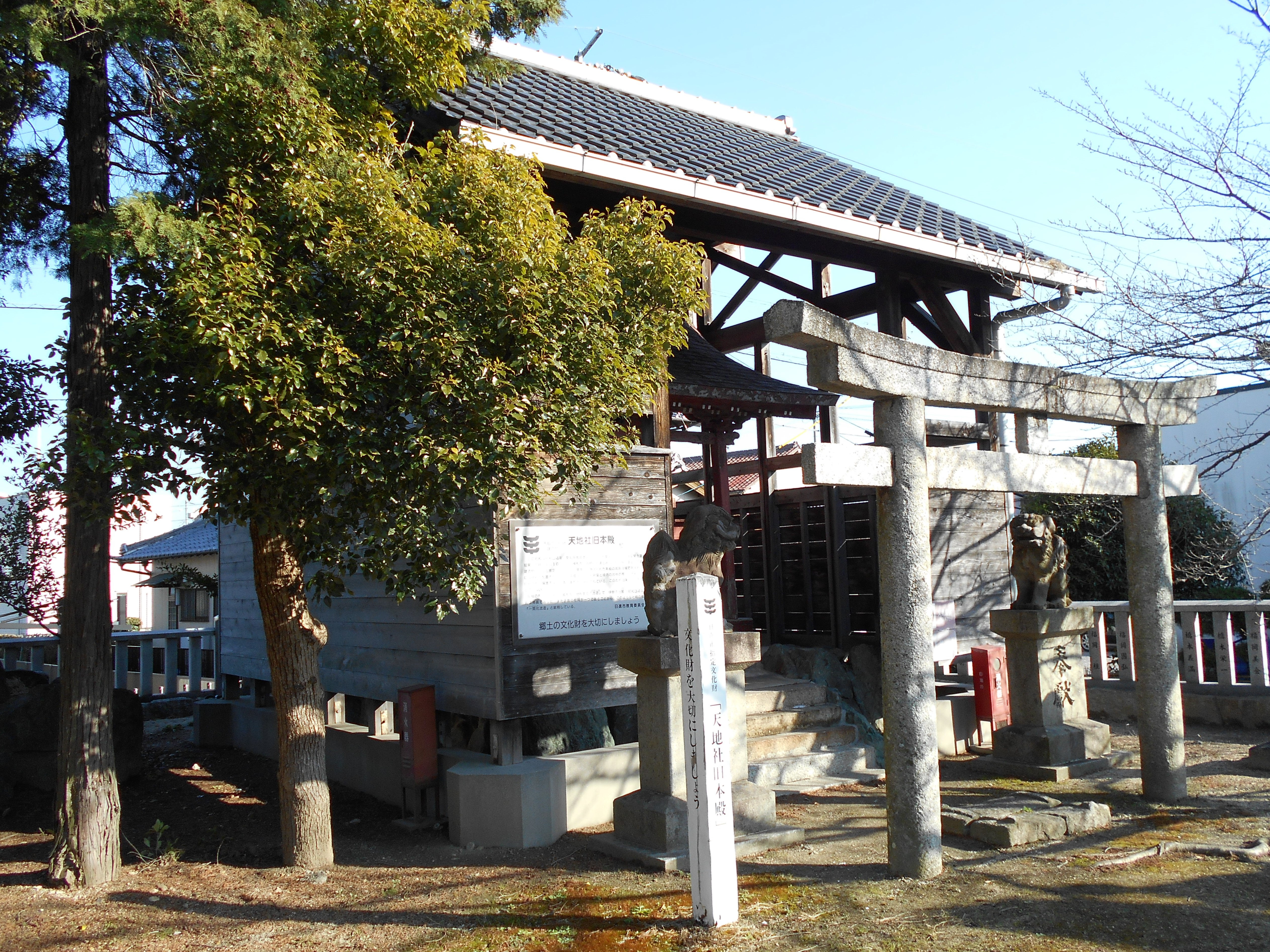
天地社・旧本殿覆屋（2016年（平成28年）1月）
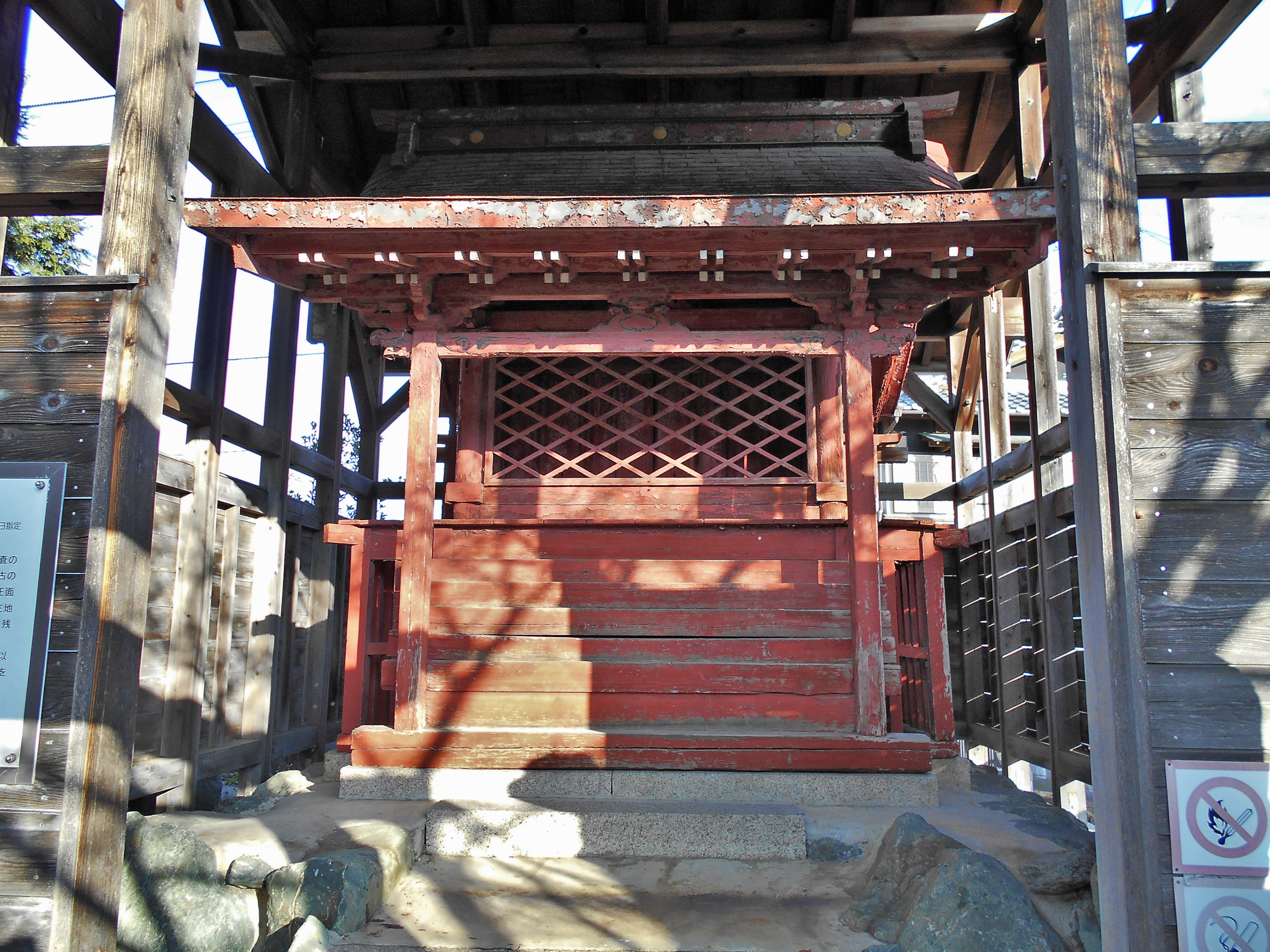
天地社・旧本殿（2016年（平成28年）1月）

## 所在地
- 愛知県日進市赤池町屋下186